# Deglutinação
Deglutinação é um tipo especial de aférese, que é um dos metaplasmos por supressão de fonemas a que as palavras podem estar sujeitas à medida que uma língua evolui. Neste caso, há perda de fonemas iniciais de uma palavra por confusão com o artigo que a acompanha.

## Exemplos

### No Português
[o] obispo (português arcaico) > [o] bispo (português)
horologio (latim) > orologio (português arcaico) > [o] relógio (português)
apotheca (latim) > abodega (com sonorização de /p/, /t/ e /k/ intervocálicos) > [a] bodega (português)